# Свен Міхель
Свен Міхель (нім. Sven Michel, нар. 30 березня 1988, Брінц, Швейцарія) — швейцарський керлінгіст, учасник зимових Олімпійських ігор (2014). Чемпіон Європи з керлінгу (2013). Громадянський чоловік швейцарської керлінгістки Аліни Петц. Ведуча рука — права.

## Життєпис
Свен Міхель народився в швейцарській комуні Брінц. Займатися керлінгом почав у 1998 році. В 2006 році вперше взяв участь у молодіжному чемпіонаті світу, а наступного року здобув «бронзу» на цьому ж турнірі. У 2010 році Міхель здобув «срібло» на чемпіонаті Європи серед змінаших команд, виступаючи в одній команді з Аліною Петц та її братом Клаудіо. У 2011 році в парі з Аліною Свену підкорилося «золото» чемпіонату світу серед змішаних пар. Окрім того, у доолімпійський період Міхель брав участь у двох чемпіонатах світу (2011, 2013) та трьох континентальних першостях (2011, 2012, 2013), на останній з яких став чемпіоном Європи.
У лютому 2014 року Міхель у складі збірної Швейцарії в ролі скіпа взяв участь у зимових Олімпійських іграх в Сочі, що стали для нього першими у кар'єрі. З 9 проведених на Іграх матчів швейцарцям вдалося перемогти лише у трьох, внаслідок чого вони посіли восьме підсумкове місце і до раунду плей-оф не потрапили.
Перебуває у громадянському шлюбі з відомою швейцарською керлінгісткою Аліною Петц, сестрою партнера Міхеля по збірній Клаудіо Петца. Окрім керлінгу цікавиться футболом, вболіває з швейцарський клуб «Грассгоппер».

## Виступи на Олімпійських іграх
| Змагання                     | Місто | Місце | % кидків |
| ---------------------------- | ----- | ----- | -------- |
| Зимові Олімпійські ігри 2014 | Сочі  | 8     | 79%      |